# Đại Tân Thái Cổ
Đại Tân Thái Cổ (Neoarchean, Neoarchaean) là một đại trong niên đại địa chất của Trái Đất kéo dài từ khoảng 2.800 triệu năm trước (Ma) tới khoảng 2.500 Ma. Nó là phần thứ tư và là cuối cùng của liên đại Thái Cổ, tiếp ngay sau đại Trung Thái Cổ. Niên đại của nó được xác định bằng địa thời học mà không tham chiếu đến các tầng đá cụ thể nào của Trái Đất. Sự quang hợp giải phóng oxy lần đầu tiên đã xuất hiện trong giai đoạn này (khoảng 2.700 Ma) và nó là nguyên nhân của thảm họa oxy xảy ra sau này trong đại Cổ Nguyên Sinh (khoảng 2.400 Ma) do sự tích tụ gây ngộ độc của oxy trong khí quyển Trái Đất, được các sinh vật quang tự dưỡng, đã tiến hóa trong đại này, giải phóng ra.
Đại Tân Thái Cổ kết thúc khi đại Cổ Nguyên Sinh (Paleoproterozoic) của liên đại Nguyên Sinh (Proterozoic) bắt đầu.